# Steam Powered Giraffe
Steam Powered Giraffe (SPG) (Жираф на паровом ходу, Паровой жираф) — музыкальный проект с элементами пантомимы, основанный в Сан-Диего, Калифорния, США в 2008 г. Трое из участников группы имеют сценический образ роботов — музыкальных автоматов. Им помогает «техперсонал» — «Работницы Уолтера» («Walter Workers»). Раньше в шоу участвовали также двое бэк-музыкантов (барабанщик и мультиинструменталист), изображавшие людей-инженеров, которые помогали роботам исполнять музыку и «чинили» их в случаях шуточных «поломок». Музыкальные номера в исполнении «оживших роботов» перемежаются скетчами, забавными диалогами.

У группы есть легенда, объясняющая происхождение персонажей, которая стала плодотворной почвой для творчества поклонников SPG (фанфиков, фан-арта).

За несколько лет своего существования группа успела стать культовой в стимпанковской субкультуре.

## Состав
- Дэвид Майкл Беннетт (играет робота по имени Хребет) — автор песен, вокал, бэк-вокал, гитара, клавишные[2][3].
- Изабелла Банни Беннетт (играет робота Кролика) — автор песен, вокал, бэк-вокал, баян, наплечный синтезатор, мелодика, звуковые эффекты[4][5][6].
- Брайан Барбарин (играет робота Зеро) — бас-гитара, вокал, бэк-вокал[7].
- Стив Негрети — звукоинженер[8][9].

Группе также помогают Работницы Уолтера — согласно легенде, специально обученные сотрудницы мифической корпорации «Уолтер Роботикс», принадлежащей наследникам создателя роботов — полковника Питера Уолтера Первого. На данный момент их играют сёстры Челси и Камил Пеньяк (Chelsea Penyak, Camille Penyak). Сёстры с детства занимались балетом, и в связи с этим на выступлениях Steam Powered Giraffe, начиная с 2015 года, их можно увидеть танцующими во время исполнения песни «Turn Back The Clock».

## История группы
Близнецы Беннетты — Дэвид и Изабелла — увлеклись театральным искусством ещё в школьные годы. Позднее, изучая актёрское мастерство в калифорнийском Гроссмонт-колледже, они познакомились с Джонатаном Спрейгом и Эрин Берк, с которыми вместе посещали класс пантомимы. Четверка студентов стала подрабатывать, выступая в сандиегском Парке Бальбоа в образах мимов-роботов. Затем их небольшая команда трансформировалась в музыкальную группу. SPG стали регулярно выступать в таких многолюдных местах, как всемирно знаменитый зоопарк Сан-Диего, их стали приглашать на многочисленные стимпанк-конвенты и фестивали.

В октябре 2009 года группа выпустила свой первый студийный альбом, который так и называется: «Альбом один». В записи альбома активно участвовал выходец из музыкальной семьи, «человек-оркестр» Майкл Рид, который вскоре вошел в состав группы, став в ней первым человеком, не изображающим робота.

В 2011 году группу покинула Эрин Берк (играла робота Апгрейд), в сентябре 2012 — Джонатан Спрейг (играл робота Джона). В октябре 2012 года было объявлено, что Сэм Люк, который на тот момент являлся «человеческим» барабанщиком группы, переквалифицировался в играющего на бас-гитаре и поющего робота Хэтчворта («Дверецкого»).
Место барабанщика занял Мэтт Смит.

В декабре 2011 года, готовясь к выпуску второго студийного альбома, группа выпустила переходный живой альбом «Live at the Globe of Yesterday’s Tomorrow», а в 2012 — музыкальный фильм «The DVD and the Quest for the Eternal Harp of Golden Dreams» («В поисках вечной арфы золотой мечты») и второй студийный альбом «The 2¢ Show» («Шоу за 2 цента»).
В марте 2014 года из-за финансовых и других неурядиц группу покинули Мэтт Смит и Майкл Рид.
В декабре 2016 года Сэмюэл Люк покинул группу, выразив желание заниматься сольной карьерой, а его место занял Брайан Барбарин, старый друг, с которым вместе учились близнецы Беннетты, в образе робота Зеро.

## Легенда
Вымышленная предыстория группы, сочиненная Изабеллой Беннетт и бывшей «Работницей Уолтера» Пэйдж Ло, повествует о создании роботов и нелегкой судьбе, предшествовавшей их музыкальной карьере.

Согласно легенде, в 1896 году полковник Питер Уолтер I соорудил этих роботов, поющих серенады, чтобы завоевать сердце возлюбленной. Другим творением изобретателя был огромный паромеханический жираф, который и подарил название группе. В результате ряда печальных событий музыкальным автоматам пришлось сменить гитары на оружие и отправиться на войну, а затем — вновь адаптироваться к мирной жизни.

На сегодняшний день «роботов» в группе трое:
- Кролик (Rabbit, персонаж Изабеллы Банни Беннетт) — медный робот c фарфоровым покрытием в стиле стимпанк;
- Хребет (The Spine, персонаж Дэвида Майкла Беннетта) — серебристый футуристический робот с позвоночником из титанового сплава;
- Зеро (Zero, персонаж Брайана Барбарина) — робот в стиле свинг с серо-золотистым лицом[7].

Так как в 2013 году Изабелла Беннетт совершила каминг-аут как трансгендер и в дальнейшем начала гормональную терапию, изменениям подвергся и её персонаж. Изменение внешнего облика робота Кролика отразилось и на его вымышленной истории. Согласно ей, автоматон был изначально запрограммирован девушкой, но полковник Питер А. Уолтер I так и не успел воплотить в жизнь внешнее соответствие робота этой идее из-за развязавшейся войны с соперником. В наши дни, в 2014 году Кролик стала барахлить всё чаще, и потомок Питера Уолтера I — Питер Уолтер VI взялся за её починку. Обнаружив старые чертежи, он принял решение претворить в жизнь идею о роботе-девушке. Так роботесса наконец стала внешне соответствовать своему внутреннему миру.

## Другая творческая деятельность участников группы
- Изабелла Банни Беннетт (которая занимается также и графическим дизайном) является автором комикса с продолжением, героями которого стали персонажи «Steam Powered Giraffe»[20].
- Дэвид Майкл Беннетт — автор ряда песен, не вошедших в репертуар группы «Steam Powered Giraffe». Песня «Fire, fire», выпущенная в виде цифрового сингла, изначально позиционировалась как образец его самостоятельного творчества[21], но полюбилась слушателям и теперь исполняется группой на концертах[22]. Теперь же данная песня присутствует на четвёртом альбоме группы под названием «The Vice Quadrant», который выполнен с упором на космическую тематику.
- Брайан Барбарин помимо работы в «Steam Powered Giraffe» также является участником группы «The Routine»[23].
- Бывший барабанщик группы Мэтт Смит играет также в «Трио нео-джаза Мэтта Смита», основанном в январе 2013. Группа выпустила альбом «Shorthanded» («В неполном составе»).[24].
- Бывший бэк-музыкант группы, мультиинструменталист Майкл Филипп Рид вместе с Джонатаном Спрейгом, исполнявшим роль робота Джона, занимается сольным музыкальным творчеством[25].
- Бывший музыкант группы Сэмюэль Люк — художник, а также занимается сольной музыкальной карьерой[26].

## Интересные факты
- Видеоролик на песню «Honeybee», вышедший в 2012 году в преддверии релиза второго студийного альбома группы, быстро набрал на YouTube более миллиона просмотров (сейчас их более 10 млн.)[27].
- Однажды группа выпустила настольную игру, в которой использовались карточки с образами их персонажей[28][29]. В честь релиза их третьего студийного альбома «MK-III» (3 декабря 2013) выпущена подарочная колода игральных карт с изображением роботов, членов группы, персонажей песен.
- В 2016 году группа записала песню «Montana»[30] к компьютерной игре Battleborn, где она является «темой» для одного из игровых персонажей — гигантского, но добродушного пулеметчика по имени Монтана. Она звучит в одной из его «историй», а исполнителями указаны «Монтана и друзья»[31].

## Дискография

### Альбомы
- Album One (2009)
- The 2¢ Show (2012)
- MK III (2013)
- The Vice Quadrant (2015)
- Music from SteamWorld Heist (2015) — саундтрек к игре «SteamWorld Heist»
- Quintessential (2016)
- 1896 (2020)
- Music from SteamWorld Heist II (2024) —Пока не вышедший  саундтрек к игре «SteamWorld Heist II»

### Концертные альбомы
- Live at the Globe of Yesterday’s Tomorrow (2011)
- Walter Robotics Expo — 2013 (2014, аудио-диск в дополнение к фильму на DVD и Blu-Ray)

### Синглы
- «On Top of the Universe» (2009)
- «Honeybee» (2011)
- «Diamonds» (Rihanna Cover, 2013)
- «I Love It» (Icona Pop Cover, 2013)
- «Harder, Better, Faster, Stronger» (Daft Punk Cover, 2014)
- «Fancy Shoes» (2014)
- «Cellophane» (Sia Cover, 2015)
- «Montana» (2016) — саундтрек к игре «Battleborn»

### Фильмы
- «The DVD and the Quest for the Eternal Harp of Golden Dreams» (2012)
- «Walter Robotics Expo — 2013» — видеозапись одноимённого уникального шоу, состоявшегося летом 2013 года (фильм вышел в формате комбо-набора DVD + Blu-Ray + CD 7 окт. 2014)

## Награды и достижения

### San-Diego A-List (Список «Лучшее в Сан-Диего»)
- 2009: Лучшее живое комедийное шоу, 3 место;
- 2010: Лучшее живое комедийное шоу, 2 место;
- 2011: Лучшее живое комедийное шоу, 2 место и Лучшее семейное развлечение, 4 место;
- 2012: Лучшее живое комедийное шоу, 1 место и Лучшее семейное развлечение, 2 место;
- 2013: Лучшая местная группа и Лучшее семейное развлечение — 1 место в обеих номинациях[32][33].